# Toshiba

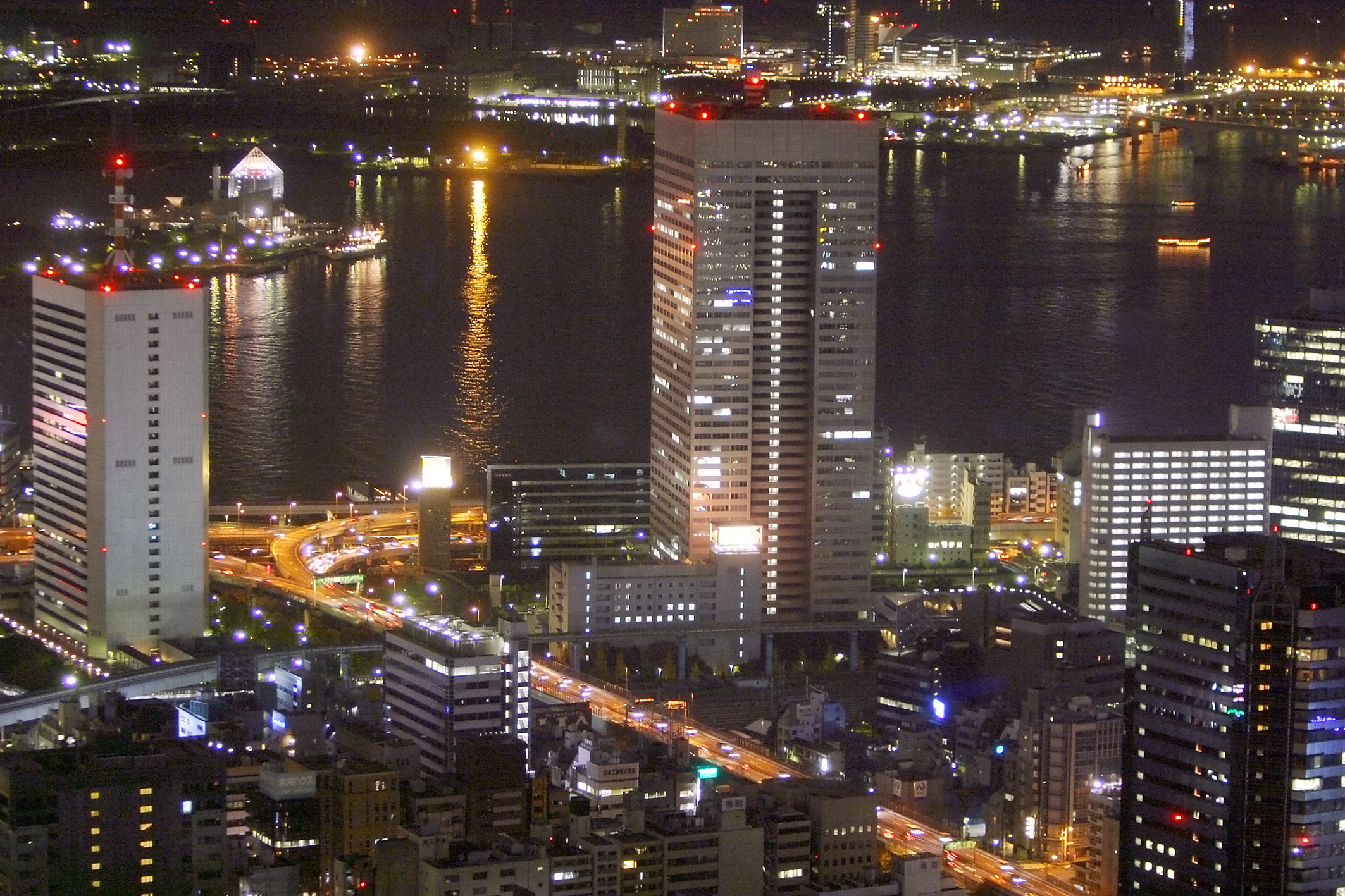
Toshibas kontor i Tokyo

Toshiba är ett japanskt företagskonglomerat i Mitsuisfären med bland annat elektroniktillverkning. Företaget har tillsammans med bland andra Sony och IBM utvecklat kärnan i PlayStation 3. De utvecklade HD-DVD-tekniken tillsammans med Microsoft. HD-DVD och Blu-ray var framtidens två konkurrerande efterföljare till DVD-formatet. Marknaden valde Blu-ray framför HD-DVD, och den 19 februari 2008 lämnade Toshiba HD-DVD-konceptet till förmån för Blu-ray.
Toshiba tillverkar även TV-apparater och mobiltelefoner, främst med LCD-paneler. Företaget grundades 1939 efter en sammanslagning av två bolag.